# Record d'Europe de natation messieurs du 50 mètres papillon
Progression du record d'Europe de natation sportive messieurs pour l'épreuve du 50 mètres papillon en bassin de 50 et 25 mètres.

## Bassin de 50 mètres
| Temps   | Athlète            | Naissance | Âge | Nationalité          | Compétition                  | Lieu        | Date             |
| ------- | ------------------ | --------- | --- | -------------------- | ---------------------------- | ----------- | ---------------- |
| 25 s 19 | Michael Groß       | 1964      | 18  | Allemagne de l'Ouest |                              | Guayaquil   | 02 août 1982     |
| 24 s 77 | Michael Groß       | 1964      | 20  | Allemagne de l'Ouest |                              | Los Angeles | 30 juillet 1984  |
| 24 s 61 | Henter Frank       | 1964      |     | Allemagne de l'Ouest |                              | Karlsruhe   | 1988             |
| 24 s 39 | Nils Rudolph       | 1965      | 25  | Allemagne de l'Ouest |                              | Munich      | 1990             |
| 24 s 33 | Jan Karlsson       | 1968      | 24  | Suède                |                              | Landskrona  | 1992             |
| 24 s 28 | Carlos Sánchez     |           |     | Espagne              |                              | Barcelone   | 17 juillet 1994  |
| 24 s 27 | Jan Karlsson       | 1968      | 26  | Suède                |                              | Nordkoping  | 1994             |
| 24 s 25 | Jan Karlsson       | 1968      | 26  | Suède                |                              | Jönköping   | 24 juillet 1994  |
| 23 s 68 | Denis Pankratov    | 1974      | 22  | Russie               | Revanche des jeux olympiques | Mulhouse    | 10 août 1996     |
| 23 s 66 | Mark Foster        | 1970      | 31  | Royaume-Uni          | Championnats du monde        | Fukuoka     | 27 juillet 2001  |
| 23 s 57 | Lars Frolander     | 1974      | 27  | Suède                | Championnats du monde        | Fukuoka     | 28 juillet 2001  |
| 23 s 50 | Jere Hard          | 1978      | 24  | Finlande             | Championnats d'Europe        | Berlin      | 30 juillet 2002  |
| 23 s 38 | Sergiy Breus       | 1983      | 22  | Ukraine              | Championnats du monde        | Montréal    | 25 juillet 2005  |
| 23 s 25 | Milorad Čavić      | 1984      | 23  | Serbie               | Championnats d'Europe (d)    | Eindhoven   | 18 mars 2008     |
| 23 s 11 | Milorad Čavić      | 1984      | 23  | Serbie               | Championnats d'Europe (f)    | Eindhoven   | 19 mars 2008     |
| 22 s 43 | Rafael Munoz Perez | 1988      | 21  | Espagne              | Championnats d'Espagne 2009  | Malaga      | 5 avril 2009     |
| 22 s 27 | Andriy Govorov     | 1992      | 26  | Ukraine              | Trophée Settecolli           | Rome        | 1er juillet 2018 |

## Bassin de 25 mètres
| Temps      | Athlète                | Naissance | Âge | Nationalité          | Compétition                     | Lieu            | Date             |
| ---------- | ---------------------- | --------- | --- | -------------------- | ------------------------------- | --------------- | ---------------- |
| 24 s 50    | Stefan Gusgen          | 1962      | 25  | Allemagne de l'Ouest |                                 | Bonn            | 8 février 1987   |
| 24 s 48    | Mark Foster            | 1970      | 18  | Royaume-Uni          |                                 | Bonn            | 14 février 1988  |
| 24 s 14    | Nils Rudolph           | 1965      | 25  | Allemagne de l'Est   |                                 | Bonn            | 10 février 1990  |
| 24 s 05    | Nils Rudolph           | 1965      | 26  | Allemagne            |                                 | Sheffield       | 30 mars 1991     |
| 23 s 80    | Jan Karlsson           | 1968      | 24  | Suède                |                                 | Espoo           | 21 novembre 1992 |
| 23 s 72    | Mark Foster            | 1970      | 23  | Royaume-Uni          |                                 | Espoo           | 13 février 1993  |
| 23 s 72    | Mark Foster            | 1970      | 24  | Royaume-Uni          |                                 | Gelsenkirchen   | 19 mars 1994     |
| 23 s 68    | Mark Foster            | 1970      | 24  | Royaume-Uni          |                                 | Sheffield       | 22 mars 1994     |
| 23 s 55    | Mark Foster            | 1970      | 25  | Royaume-Uni          |                                 | Sheffield       | 11 février 1995  |
| 23 s 45    | Mark Foster            | 1970      | 25  | Royaume-Uni          |                                 | Sheffield       | 15 décembre 1995 |
| 23 s 35    | Denis Pankratov        | 1974      | 23  | Russie               | Coupe du monde                  | Paris           | 8 février 1997   |
| 23 s 30    | Miloš Milošević        | 1972      | 26  | Croatie              | Championnats d'Europe           | Sheffield       | 12 décembre 1998 |
| 23 s 30    | Lars Frolander         | 1974      | 25  | Suède                | Championnats d'Europe           | Lisbonne        | 12 décembre 1999 |
| 23 s 19    | Lars Frolander         | 1974      | 26  | Suède                | Championnats du monde           | Athènes         | 19 mars 2000     |
| 22 s 87    | Mark Foster            | 1970      | 31  | Royaume-Uni          |                                 | Sheffield       | 17 janvier 2001  |
| 22 s 86    | Sergii Breus           | 1983      | 25  | Ukraine              | Championnats du monde (f)       | Manchester      | 11 avril 2008    |
| 22 s 64    | Johannes Dietrich      |           |     | Allemagne            | Championnats d'Allemagne (s)    | Essen           | 28 novembre 2008 |
| 22 s 62    | Johannes Dietrich      |           |     | Allemagne            | Championnats d'Allemagne (f)    | Essen           | 28 novembre 2008 |
| 22 s 29 RM | Amaury Leveaux         | 1985      | 23  | France               | Championnats de France (f)      | Angers          | 6 décembre 2008  |
| 22 s 18 RM | Amaury Leveaux         | 1985      | 23  | France               | Championnats d'Europe (s)       | Rijeka          | 14 décembre 2008 |
| 22 s 06 RM | Steffen Deibler        | 1987      | 22  | Allemagne            | International swimming festival | Aix-la-Chapelle | 25 octobre 2009  |
| 21 s 80 RM | Steffen Deibler        | 1987      | 22  | Allemagne            | Coupe du monde (f)              | Berlin          | 14 novembre 2009 |
| 21 s 75 RM | Szebasztián Szabó (en) | 1996      | 25  | Hongrie              | Championnats d'Europe (f)       | Kazan           | 6 novembre 2021  |